# Club Tijuana Xoloitzcuintles de Caliente
A Club Tijuana Xoloitzcuintles de Caliente, rövidebb nevén Club Tijuana vagy Xoloitzcuintles a mexikói Tijuana város 2007-ben alapított labdarúgóklubja, mely jelenleg a mexikói első osztályban, a Primera Divisiónban szerepel. Stadionja az Estadio Caliente.
Nevüket a Xoloitzcuintle kutyafajtáról, azaz a mexikói meztelen kutyáról kapták.

## Története
A 2006-os Apertura (nyári-őszi) bajnokságra a Mexikói labdarúgó-szövetség azt a szabályt hozta, hogy minden, az első osztályban szereplő klubnak rendelkeznie kell egy „fiókcsapattal” a második vonalban. Ekkor néhány tijuanai vállalkozó megvásárolta a frissen feljutott Santiago de Querétaro városában működő Gallos Blancos csapattól a jogot a „fiókcsapat” működtetésére, melyet innentől kezdve Club Tijuana Gallos de Calientének hívtak.
A 2007-es Clausura (téli-tavaszi) bajnokság idején a klub Celayába költözött és Club Celaya néven szerepelt, azonban még ebben az idényben a befektetők megvették a Guerreros de Tabasco csapatot, és annak játékosaival a Celayát visszaköltöztették Tijuanába, egyúttal a csapat megkapta mai nevét is: a Gallos helyett Xoloitzcuintles lett.
Bár a csapat ekkor a pályán elért eredményei alapján kiesett volna a harmadik vonalba (mely Mexikóban a Segunda División), mégis bent maradhatott a másodosztályban, mivel éppen akkor növelték meg a részt vevő csapatok számát 24-ről 26-ra.
A 2010-es másodosztályú Apertura bajnokság megnyerésével már fél lábbal az első osztályban érezhette magát a csapat (Mexikóban a feljutáshoz az év mindkét bajnokságát (Apertura és Clausura) meg kell nyernie egy csapatnak, vagy megnyernie az egyiket és egy „döntőt” játszani a másiknak a győztesével), azonban csak 2011. május 21-én sikerült a feljutás. Ezzel ők lettek a futballtörténelem első alsó-kaliforniai csapata az első osztályban.
A 2012-es Clausura fordulóban már bejutottak a rájátszásba is, majd az év végi Aperturában megszerezték első bajnoki címüket a döntőben a Deportivo Tolucát legyőzve.

## Bajnoki eredményei
A csapat első osztályú szereplése során az alábbi eredményeket érte el:
| Év            | Alapszakasz helyezés                                                           | Eredmény a liguillában |
| ------------- | ------------------------------------------------------------------------------ | ---------------------- |
| 2011 Apertura | 15. hely                                                                       |                        |
| 2012 Clausura | 7. hely                                                                        | Negyeddöntős           |
| 2012 Apertura | 2. hely                                                                        | Bajnok                 |
| 2013 Clausura | 10. hely                                                                       |                        |
| 2013 Apertura | 10. hely                                                                       |                        |
| 2014 Clausura | 7. hely                                                                        | Negyeddöntős           |
| 2014 Apertura | 11. hely                                                                       |                        |
| 2015 Clausura | 11. hely                                                                       |                        |
| 2015 Apertura | 17. hely                                                                       |                        |
| 2016 Clausura | 14. hely                                                                       |                        |
| 2016 Apertura | 1. hely                                                                        | Negyeddöntős           |
| 2017 Clausura | 1. hely                                                                        | Elődöntős              |
| 2017 Apertura | 11. hely                                                                       |                        |
| 2018 Clausura | 6. hely                                                                        | Elődöntős              |
| 2018 Apertura | 15. hely                                                                       |                        |
| 2019 Clausura | 8. hely                                                                        | Negyeddöntős           |
| 2019 Apertura | 11. hely                                                                       |                        |
| 2020 Clausura | 16. hely Nem hivatalos eredmény, mivel a bajnokságot 10 forduló után törölték. |                        |
| 2020 Apertura | 15. hely                                                                       |                        |
| 2021 Clausura | 14. hely                                                                       |                        |
| 2021 Apertura | 18. hely                                                                       |                        |
| 2022 Clausura | 17. hely                                                                       |                        |
| 2022 Apertura | 15. hely                                                                       |                        |
| 2023 Clausura | 15. hely                                                                       |                        |
| 2023 Apertura | 13. hely                                                                       |                        |
| 2024 Clausura | 16. hely                                                                       |                        |